# 1968년 동계 올림픽 루마니아 선수단
1968년 동계 올림픽 루마니아 선수단은 프랑스 그르노블에서 개최된 1968년 동계 올림픽에 참가한 올림픽 루마니아 선수단이다. 이번 대회에서 이온 판트루와 니콜라이 네고에가 딴 동메달은 현재 2010년 동계 올림픽이 되도록 단 하나의 메달이다.

## 메달리스트

### 동메달
- 이온 판투루 — 니콜라이 네아고에 — 봅슬레이, 남자 2인승

## 피겨스케이팅
여자
| 선수                | CF | FS | 점수   | 위치 | 순위 |
| ------------------- | -- | -- | ------ | ---- | ---- |
| 베아트리체 후스티우 | 31 | 20 | 1457.2 | 257  | 29   |

## 참조
- 올림픽 공식 결과 보관됨 2012-02-04 - 웨이백 머신